# William Martin Morris
William Martin Morris (ur. 8 października 1943 w Brisbane) – australijski duchowny rzymskokatolicki. W latach 1993–2011 był biskupem diecezjalnym Toowoomby. 2 maja 2011 został odwołany z tego stanowiska przez papieża Benedykta XVI po kilkuletnim sporze ze Stolicą Apostolską.

## Życiorys

### Droga do biskupstwa
Święcenia kapłańskie przyjął 28 czerwca 1969 roku w swojej rodzinnej archidiecezji Brisbane. Udzielił mu ich ówczesny biskup pomocniczy Brisbane, Henry Joseph Kennedy. 20 listopada 1992 papież Jan Paweł II mianował go biskupem Toowoomby. Sakry udzielił mu 10 lutego 1993 jego poprzednik na tej stolicy biskupiej Edward Francis Kelly MSC.

### Kontrowersje i spór ze Stolicą Apostolską
W listopadzie 2006 biskup Morris wydał list pasterski na Adwent, w którym m.in. uskarżał się na brak dostatecznej liczby kapłanów w swojej diecezji. Jako remedium postulował dopuszczenie do kapłaństwa żonatych mężczyzn oraz kobiet, co stało w głębokiej sprzeczności z oficjalnym stanowiskiem Kościoła katolickiego. Znalazły się tam również sugestie, iż Kościół katolicki powinien "otworzyć się" na obecne w Australii Kościoły protestanckie. W następstwie listu Morris został wezwany w grudniu 2006 do Watykanu, lecz odmówił przybycia powołując się na ważne względy duszpasterskie. 
W kwietniu 2007 diecezja poddana została nadzwyczajnej wizytacji apostolskiej, którą na polecenie prefekta Kongregacji ds. Biskupów prowadził arcybiskup Charles Chaput OFMCap. Pomijając kwestię tez z powyższego listu, w czasie kontroli ujawniono także liczne nadużycia liturgiczne i dyscyplinarne w diecezji, m.in. dotyczące stroju duchownego. Biskup Morris zrezygnował z noszenia sutanny lub nawet koloratki, zastępując je świeckim garniturem, gdzie jedyną oznaką przynależności do stanu duchownego było umieszczenie na krawacie jego herbu biskupiego. Zachęcał również podległych sobie kapłanów do podobnego stroju, choć pozostawiał to do ich decyzji. Biskup miał również umniejszać znaczenie sakramentu pokuty i pojednania, promując raczej spowiedź powszechną (która zgodnie z katolicką dogmatyką powinna istnieć obok, ale w żadnym przypadku nie zamiast spowiedzi sakramentalnej). Choć otrzymywał w tej sprawie wielokrotne pouczenia z Kongregacji ds. Kultu Bożego i Dyscypliny Sakramentów, nie wpływało to na jego postępowanie. 
Po kilkukrotnych wezwaniach, biskup Morris stawił się w Watykanie w styczniu 2008, gdzie kardynał Giovanni Battista Re przekazał mu nieoficjalnie, iż papież oczekuje jego rezygnacji. Morris stanowczo odmówił jej złożenia. W grudniu 2008 zwrócił się do papieża Benedykta XVI o przyjęcie go na audiencji prywatnej. Papież wyraził zgodę i w czerwcu 2009 spotkał się z Morrisem, któremu towarzyszył przewodniczący Konferencji Episkopatu Australii arcybiskup Philip Wilson. W czasie tego spotkania Benedykt XVI miał osobiście wezwać Morrisa do dobrowolnej rezygnacji, na co ten odpowiedział odmownie. W kolejnych miesiącach trwały negocjacje między Morrisem a Stolicą Apostolską, dotyczące daty i trybu jego rezygnacji. Biskup był gotowy skrócić swoją posługę o pięć lat względem przepisów prawa kanonicznego, przez co odszedłby na emeryturę w październiku 2013, ukończywszy 70 lat. Watykan jako nieprzekraczalny termin jego dobrowolnej dymisji wyznaczył 1 maja 2011. Morris nie zgodził się na to rozwiązanie.

### Odwołanie
2 maja 2011 Stolica Apostolska ogłosiła, iż papież Benedykt XVI odwołał biskupa Toowoomby ze stanowiska, jednocześnie polecając mu pozostanie w diecezji w charakterze biskupa seniora. Oficjalny dokument nuncjatury apostolskiej w Canberze stwierdzał, iż papież "akceptuje przejście na emeryturę" biskupa. Zdając sobie sprawę ze swojego losu, dzień wcześniej Morris wydał list do wiernych diecezji i polecił odczytać go we wszystkich kościołach, w którym podkreślił, iż odchodzi wbrew własnej woli i z poczuciem, iż odmówiono mu sprawiedliwości. Papież natychmiast powołał administratora apostolskiego dla diecezji, którym został Brian Finnigan, biskup pomocniczy Brisbane. 5 maja w katedrze w Toowoombie odbyło się zamknięte spotkanie duchownych i świeckich zwolenników odwołanego biskupa, poświęcone planowaniu akcji protestacyjnej w jego obronie.
13 maja 2011 Konferencja Episkopatu Australii wydała oświadczenie, w którym wyraziła zrozumienie dla papieskiej decyzji, wiążąc ją z niedającymi się rozwiązać problemami doktrynalnymi i dyscyplinarnymi. W podobnym duchu utrzymane było również kolejne oświadczenie z października 2011, wydane na koniec wizyty ad limina części australijskich biskupów w Rzymie, podczas której sprawa Morrisa była jednym z tematów rozmów.